# Nachterstedt
Nachterstedt est une ancienne commune dans le district de Salzlandkreis, en Saxe-Anhalt (Allemagne). Sa superficie est de 8,21 km2 pour 2 155 habitants (2006) et sa densité est de 262 hab./km2.

## Géographie
Nachterstedt se situe dans les contreforts nord-est du Harz, à proximité du quartier de Hoym et entre les villes d'Aschersleben et de Quedlinburg. Au sud-ouest de Nachterstedt coule la Selke. Le nord de la région est occupé par le lac Concordia, une ancienne mine à ciel ouvert d'environ 600 ha dont la mise en eau a commencé en 1996 et doit se poursuivre jusqu'en 2015. Le lac fait partie du parc Harzer Seeland et sert de lieu de baignade.

## Histoire
Nachterstedt est évoquée dans un document de Otto II dès 961, par lequel il offre la ville à Gero le Grand. On suppose que la région était occupée depuis environ 500 ans. 
Comme cela apparaît dans les armes de la ville (cygne et poisson), les premiers habitants vivaient de la pêche, puis, après l'assèchement du lac, de l'extraction de la tourbe, et plus tard de l'agriculture (les terres de cette région étant très fertiles).
À partir du milieu du XIXe siècle, Nachterstedt produit du lignite, d'abord par exploitation souterraine (mine "Concordia"), puis à ciel ouvert. En 1865, Nachterstedt est reliée au réseau ferroviaire (ligne Halberstadt-Aschersleben–Köthen, aujourd'hui ligne Halle–Halberstadt).
Le bassin houiller de Nachterstedt, dont faisaient aussi partie Frose, Schadeleben, Friedrichsaue et Neu Königsaue, était à l'époque le site le plus riche de la circonscription du service des mines de Halle (1870: 250 000 t), et, vers 1900, la plus importante mine de lignite de Prusse. Une usine de briquettes fut construite en 1888, puis une centrale électrique en 1914.
Pendant la Seconde Guerre mondiale, des centaines de prisonniers de guerre soviétiques et forçats d'autres nationalités travaillèrent dans des conditions inhumaines dans la mine Braunkohlegrube Concordia (mine de lignite de Concordia), appartenant à la société Riebeckschen Montan-Werken (de). Entre 130 et 140 personnes y perdirent la vie.
À partir de 1928, le village de Nachterstedt dut progressivement être déplacé et reculer à cause de l'exploitation de la mine, et il fut reconstruit environ 1,5 kilomètre plus au sud. La ligne ferroviaire Halberstadt–Aschersleben fut aussi déplacée vers le sud. À l'emplacement de l'ancien village fut construit le centre de villégiature Seeland. Le lac Concordia est un lieu de baignade ouvert depuis 2002.
Dans les années 1960, plus de 6 500 personnes étaient encore employées dans l'usine de lignite de Nachterstedt. La fermeture de l'établissement en 1990, à cause de la non-rentabilité de l'exploitation du charbon, mit fin à une tradition minière de 150 ans.

### Faits divers

#### Effondrement dans une mine, 1959
Le 2 février 1959, un terril de près de 5,8 millions de mètres cubes s'effondre en l'espace de quelques minutes. Un mineur sera tué par le flot de matière et deux convoyeurs de mise en stock ainsi qu'un train d'évacuation seront entièrement détruits. L'accident aura de nombreuses conséquences sur l'organisation des mines de lignite en RDA.

#### Glissement de terrain de 2009

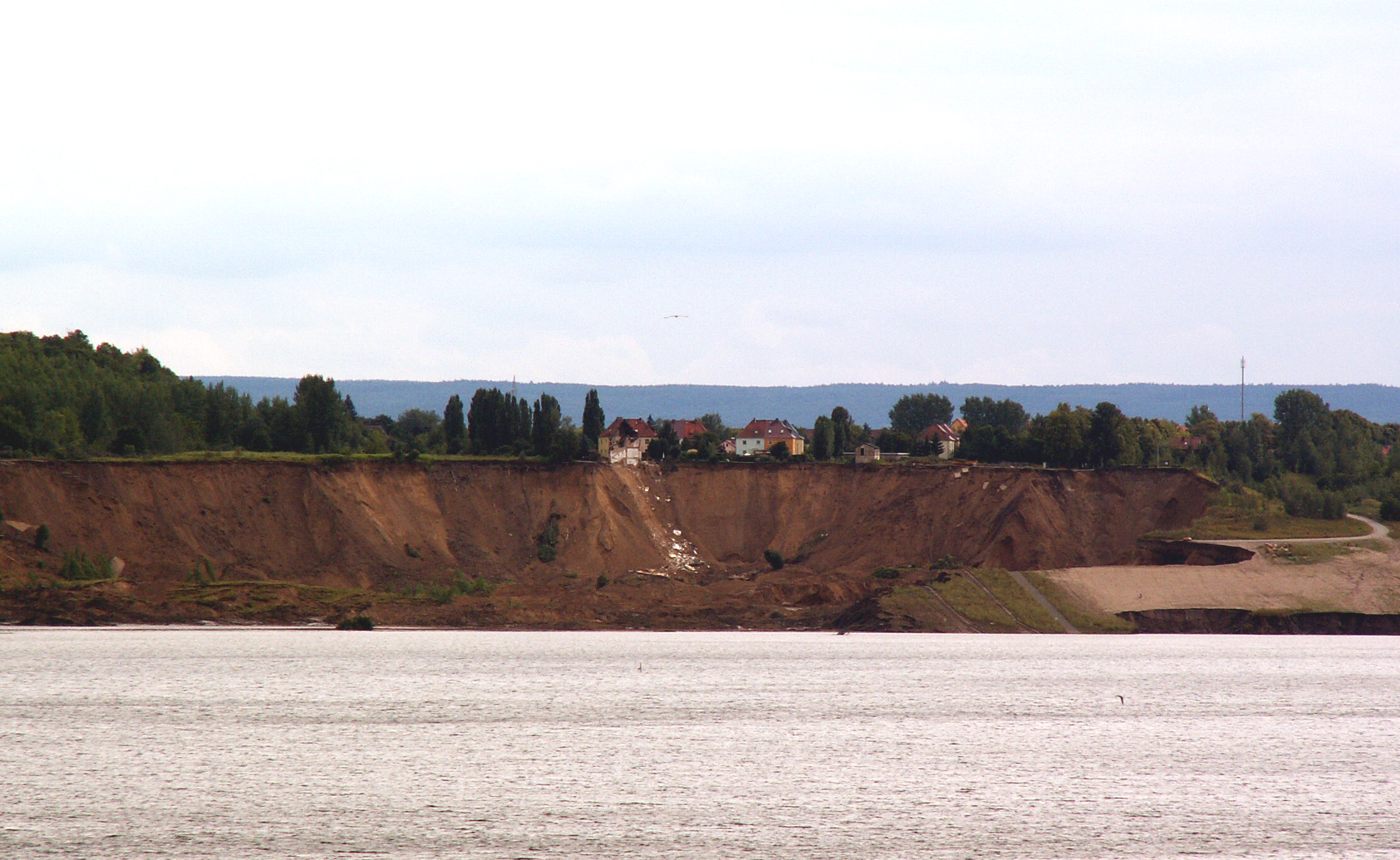
Glissement de terrain à Nachterstedt, en juillet 2009.

Le 18 juillet 2009, à la suite d'un glissement de terrain une partie de la berge d'environ 350 mètres sur 120 située en surplomb au bord du lac Concordia s'est effondrée dans le lac sur une profondeur de 150 mètres. Deux maisons qui se trouvaient sur la zone sont tombées dans le gouffre de 100 mètres de profondeur qui s'est ouvert du fait du glissement de terrain. L'accident a fait 3 victimes. Le lac Concordia a été créé en 2002 sur l'emplacement d'une ancienne mine de lignite à ciel ouvert. Les maisons détruites étaient situées sur une zone constituée en partie par d'anciens terrils de la mine. 
À cause du risque de nouveaux glissements de terrain, la zone du drame ne pourra probablement plus jamais être habitée. Selon un porte-parole de l'administration des mines de Saxe-Anhalt, il est peu probable que les personnes qui habitaient à proximité de la partie effondrée puissent revenir dans les maisons qui ont été évacuées. De nouvelles fissures seraient apparues, qui iraient jusqu'à 30 mètres derrière le bord du cratère.

## Politique

### Conseil municipal
Les élections municipales du 7 juin 2009 ont conduit à la répartition des sièges suivante :
| - indépendants - CDU - SPD - Die Linke | 6 Sièges 4 Sièges 2 Sièges |

### Blason

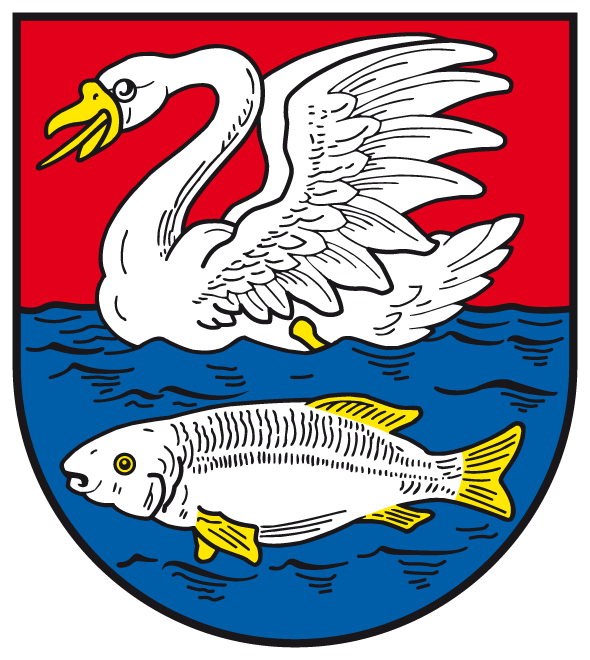
"De gueules à un cygne d'argent becqué et lampassé d'or nageant sur une onde d'azur dans laquelle nage sous lui un poisson aussi d'argent loré d'or"

Le blason actuel a été officialisé le 12 janvier 1938 par le haut président de la province de Saxe.
Jusqu'alors, le sceau de Nachterstedt montrait un blason à carreaux pourpres et verts, champs 1 et 4 vides, champ 2 : un cygne, champ 3 : trois poissons superposés. C'est à partir de ces symboles, qui rappellent l'ancien lac Gatersleber See au bord duquel se trouve Nachterstedt, que le blason a été renouvelé.
Le blason a été mis en forme par Otto Korn, archiviste d'État.

## Culture

### Monuments
- Mémorial du sculpteur Rudolf Herbst dédié aux prisonniers de guerre soviétiques qui moururent lors de travaux forcés.
- Monument commémoratif de 1978 dans le cimetière de la ville pour les personnes de nombreux pays qui furent déportés en Allemagne pendant la Seconde Guerre mondiale et succombèrent lors de travaux forcés.

### Événements
- Fête de Seeland (Seelandfest), près du lac Concordia, vers la mi-août

### Curiosités
- lac Concordia
- Kiesberg (tombes de victimes de guerre de l'ex-Union Soviétique)

### Jumelage
Nachterstedt est jumelée avec Boffzen (Niedersachsen).